# Кулии
Кулии (лат. Kuhlia) — род лучепёрых рыб из отряда окунеобразных, единственный в семействе кулиевых (Kuhliidae). Распространены в тропических и субтропических регионах Индо-Тихоокеанской области, один вид встречается в восточной части Тихого океана. Некоторые виды обитают преимущественно в пресной воде, тогда как другие являются морскими. Морские виды обычно образуют большие скопления в прибрежных водах. Некоторые морские виды способны заходить в пресную воду, а пресноводные виды выходят в солоноватые воды.
Максимальная длина тела представителей разных видов варьирует от 11,4 до 45 см.

## Описание
Тело умеренно высокое, сжато с боков. Высота тела укладывается 2,5—3,1 раза в стандартную длину тела. Рыло заострённое. Глаза большие. Рот косой, нижняя челюсть немного выдаётся вперёд. Окончание верхней челюсти доходит до вертикали, проходящей через середину глаза. Закруглённый угол и нижний край предкрышки с мелкими зазубринами. Жаберные перепонки не приращены к истмусу. Жаберные тычинки длинные и тонкие. На жаберной крышке два шипа. Тело, щёки и жаберные крышки покрыты ктеноидной чешуёй. Нет чешуи на межглазничном пространстве, рыле и верхней челюсти. Мелкие зубы на челюстях, сошнике и нёбных костях. В спинном плавнике 10 колючих и 9—13 мягких лучей; колючая и мягкая части плавника разделены заметной выемкой. В анальном плавнике три колючих и 10—13 мягких лучей. Основания спинного и анального плавников покрыты чешуйчатой оболочкой. Хвостовой плавник с небольшой выемкой или сильно раздвоен. Боковая линия полная. Позвонков 25. Общая окраска серебристая; у нескольких видов по телу разбросаны тёмные пятна. Хвостовой плавник с чёрными отметинами.

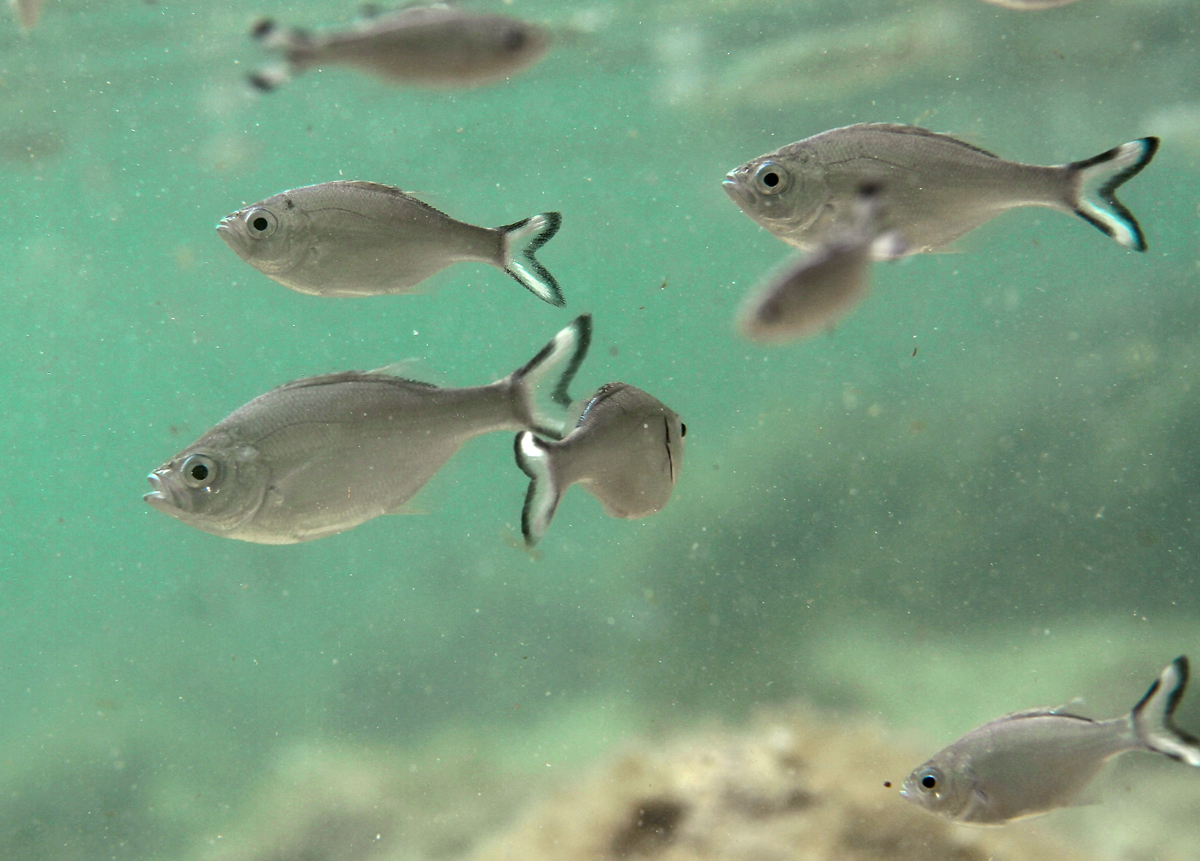
Kuhlia caudavittata

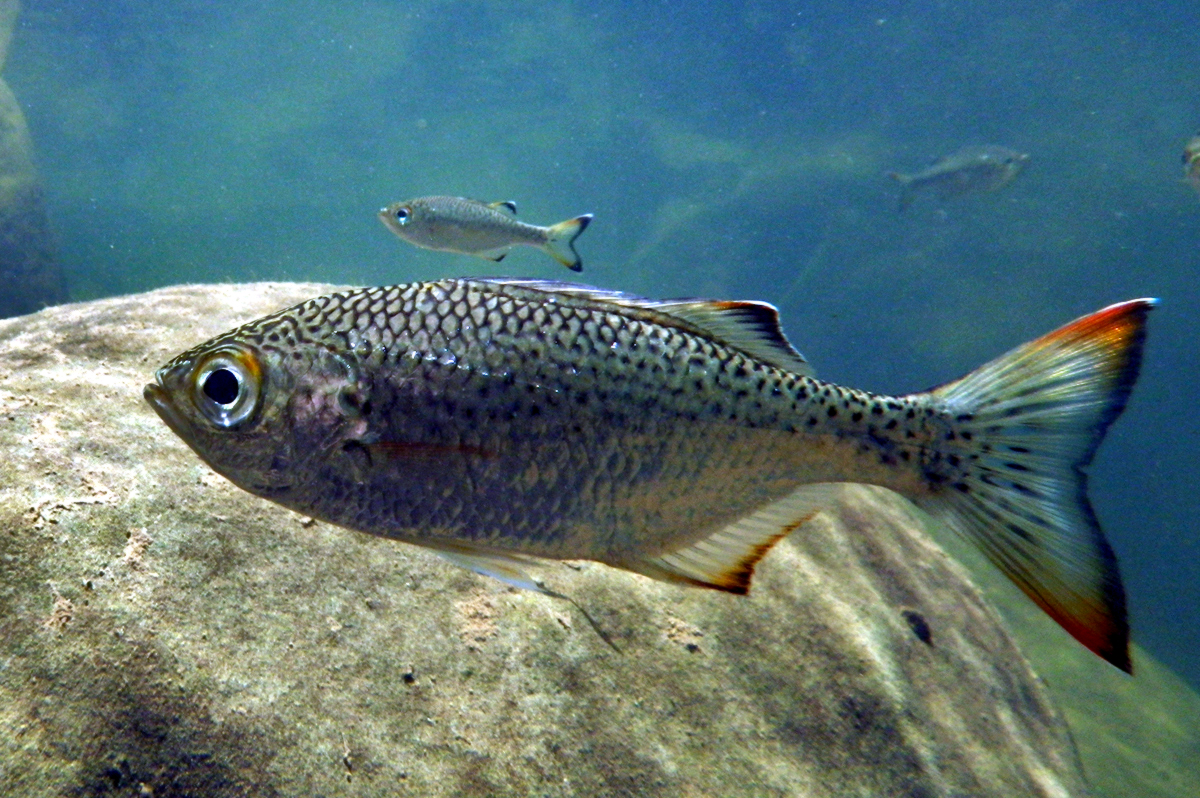
Kuhlia marginata

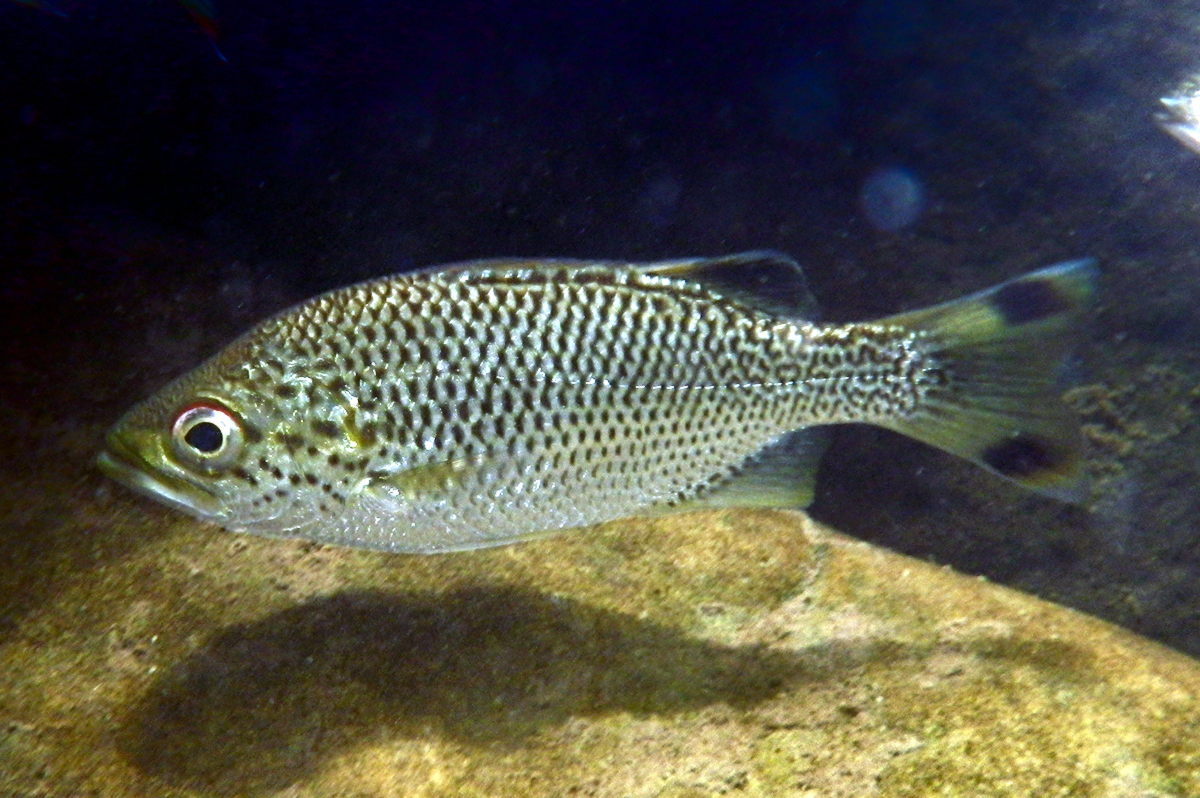
Kuhlia rupestris

## Классификация
В состав рода включают 12 видов:
- Kuhlia caudavittata  (Lacépède, 1802)
- Kuhlia malo  (Valenciennes, 1831)
- Kuhlia marginata  (Cuvier, 1829) — Пятнистая кулия
- Kuhlia mugil  (Forster, 1801) — Ленточная кулия
- Kuhlia munda  (De Vis, 1884)
- Kuhlia nutabunda  Kendall & Radcliffe, 1912
- Kuhlia petiti  Schultz, 1943
- Kuhlia rupestris  (Lacepède, 1802) — Серебристая кулия
- Kuhlia salelea Schultz, 1943
- Kuhlia sandvicensis  (Steindachner, 1876)
- Kuhlia sauvagii Regan, 1913
- Kuhlia xenura  (Jordan & Gilbert, 1882)